# Lwowsko-Wołyńskie Zagłębie Węglowe
Lwowsko-Wołyńskie Zagłębie Węglowe – zagłębie węgla kamiennego, znajdujące się na terenie obwodów lwowskiego i wołyńskiego Ukrainy. Zajmuje powierzchnię około 10 tysięcy km². Jego kontynuacją na terenie Polski jest zagłębie lubelskie.

## Historia
Po raz pierwszy na możliwość występowania węgla kamiennego na Wołyniu zwrócił uwagą rosyjski geolog M. M. Tetjajew w 1912. Po dokładnej analizie składu osadów oraz struktur tektonicznych potwierdził on istnienie złóż węgla, jak również określił w przybliżeniu jego typ.
Po nim badania przejął polski geolog Jan Samsonowicz. W 1931 odkrył on koło miasta Ostróg skały karbońskie zawierające faunę dolnokarbońską. Wskazywała ona na obecność pokładów węgla. Na podstawie badań Samsonowicza, które wskazywały na wzrost ilości i miąższości pokładów węgla ze wschodu na zachód, rozpoczęto w 1938 na terenie województwa lwowskiego wiercenia poszukiwawcze. Do wybuchu II wojny światowej z 11 otworów wiertniczych zakończono 7, jednak nie opracowano naukowo uzyskanych z nich informacji.
Podczas okupacji sowieckiej, w końcu 1939 roku, władze radzieckie utworzyły przy narkomie ZSRR komisję geologów, która opracowała uzyskane przed wojną wyniki wierceń, oraz przeprowadziła dodatkowe badania. Na początku 1940 roku złożyła ona ogólny plan poszukiwań i rozpoznania geologicznego wołyńskich złóż węgla. W tym samym roku utworzono przedsiębiorstwo państwowe „Lwiwwuhlerozwidka”, zajmujące się poszukiwaniem złóż węgla na zachodniej Ukrainie. Wybuch wojny niemiecko-radzieckiej przerwał prace geologiczne, powrócono do nich w 1945 roku.
W latach 1946–1947 przedsiębiorstwo „Lwowugolrazwiedka” rozszerzyło badania z obwodu lwowskiego również na zachodnią część obwodu wołyńskiego oraz Białorusi. W lipcu 1947 roku potwierdzono występowanie w obwodzie wołyńskim przemysłowych złóż węgla kamiennego.
W 1948 do rozpoznania złóż utworzono przedsiębiorstwo „Wołyńugolrazwiedka”, złożone z 5 grup geologiczno-rozpoznawczych. Po rozpoznaniu złóż w grudniu 1949 utworzono przedsiębiorstwo budowy kopalń „Zapadszachtobud”. W 1950 wyznaczono pola górnicze 5 przyszłych kopalni.
W granicach lwowsko-wołyńskiego basenu węglowego odkryto 4 złoża węgla kamiennego: Nowowołyńskie, Zabuskie, Meżyriczeńskie i Sokalskie. Złoża nie były zaburzone tektonicznie, składały się z 2–3 pokładów o miąższości około 1 m, zalegały na głębokości od 315 do 535 m.
Pierwsza kopalnia ruszyła w lipcu 1950 w okolicy wsi Dorohynyczi (obecnie część Nowowołyńska), osiągając wydobycie 1000 t na dobę.

## Zagłębie
Bilansowe zasoby węgla kamiennego wynoszą 970 mln ton. Węgiel zalega na głębokości 300-1200 m, miąższości pokładów wahają się od 0,5 do 1 m, wydobycie 14 mln ton. Odkryto około 70 pokładów, z czego przemysłowe znaczenie ma 12 o miąższości powyżej 0,6 m. Węgiel od płomiennego przez gazowy do gazowo-koksowego. Obecnie główne złoża to: Meżyriczyńskie, Nowowołyńskie (Wołyńskie), Tiahliwskie i Lubelskie. Są one eksploatowane przez koncern Lwiwwuhillja.
Złoża powiązane są z syneklizą halicko-wołyńską.
Węgiel z zagłębia wykorzystywany jest przez miejscowe zakłady przemysłowe, jak również 2 elektrownie cieplne: Bursztyńską i Dobrotworską (zobacz: Elektrownie Ukrainy). Część węgla jest eksportowana na Białoruś.